# NGC 947
NGC 947 је спирална галаксија у сазвежђу Кит која се налази на NGC листи објеката дубоког неба.
Деклинација објекта је - 19° 2' 32" а ректасцензија 2h 28m 33,3s. Привидна величина (магнитуда) објекта NGC 947 износи 12,6 а фотографска магнитуда 13,3. Налази се на удаљености од 59,377 милиона парсека од Сунца. NGC 947 је још познат и под ознакама ESO 545-21, MCG -3-7-22, IRAS 02262-1915, PGC 9420.